# Anna Czakwetadze
Anna Dżamałowna Czakwetadze, ros. Анна Джамаловна Чакветадзе (ur. 5 marca 1987 w Moskwie) – rosyjska tenisistka pochodzenia gruzińskiego oraz ukraińskiego. We wrześniu 2007 była sklasyfikowana na piątym miejscu w rankingu WTA. Osiągnęła dziewięć finałów turniejowych, z których osiem wygrała.

## Kariera tenisowa
Czakwetadze jako juniorka wygrała dwa turnieje rangi ITF – jeden w singlu i jeden w deblu. Była sklasyfikowana na 22. miejscu juniorskiego rankingu ITF. Karierę zawodową rozpoczęła w 2003.
Jej pierwszym dużym osiągnięciem było wyeliminowanie ówczesnej mistrzyni French Open 2004 Anastazji Myskiny (rozstawiona z nr 3) w II rundzie US Open 2004. Był to jej debiut w turnieju wielkoszlemowym. Inne sukcesy to m.in. mistrzostwo Open Gaz de France 2008, półfinał w turnieju w New Haven w sierpniu 2005 (gdzie poniosła porażkę z późniejszą triumfatorką, Lindsay Davenport), półfinał J&S Cup 2006, oraz trzy ćwierćfinały turniejowe.

### 2006
Po raz pierwszy triumfowała w zawodowym turnieju singlowym w Kantonie. Kolejny sukces odniosła niespodziewanie w Ladies Kremlin Cup w Moskwie. W finale pokonała rozstawioną z nr 5 Nadię Pietrową. Po drodze wyeliminowała Dinarę Safinę, Mariję Szarapową (która poddała mecz walkowerem z powodu kontuzji stopy), Jelenę Diemientjewą i Francescę Schiavone. Sezon zakończyła na 13. miejscu w rankingu WTA.

### 2007
Na początku roku wygrała turniej w Hobart, wygrywając w finale z Wasilisą Bardiną. W rozgrywanym niedługo potem wielkoszlemowym Australian Open 2007 doszła do ćwierćfinału. W lutym tego roku dwukrotnie przegrała z Amélie Mauresmo: w ćwierćfinale w turnieju halowym w Paryżu i w półfinale w Antwerpii. Mimo to, dobra forma jaką wówczas zaprezentowała, przyniosła jej awans do czołowej dziesiątki rankingu WTA. W marcu doszła do półfinału turnieju WTA pierwszej kategorii w Miami. Przegrała tam z Justine Henin. W maju doszła do ćwierćfinału turnieju w Warszawie. W pierwszej rundzie pokonała Jill Craybas, następnie Tathianę Garbin. Skreczowała w trzecim spotkaniu turnieju przeciwko Jelenie Janković z powodu naciągnięcia mięśni prawego barku. Zrewanżowała się Serbce, pokonując ją w finale Ordina Open 7:6, 3:6, 6:3.

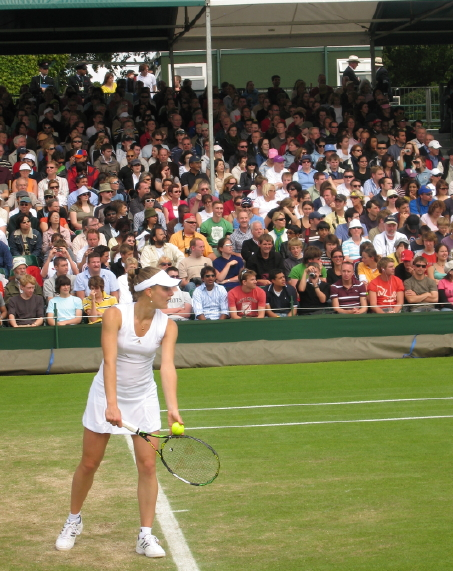
Podczas Wimbledonu 2007

Wcześniej osiągnęła drugi ćwierćfinał wielkoszlemowy – na paryskiej mączce, na French Open 2007. W lipcu, na twardych kortach w Cincinnati, rozstawiona z nr 1 Czakwetadze, zdobyła swój piąty zawodowy tytuł, w finale pokonując Akiko Morigami 6:1, 6:3. Tydzień później, kontynuując zwycięską passę wygrała turniej w kalifornijskim Stanfordzie. Tym razem w finale spotkała się z Sanią Mirzą, wygrywając 6:3, 6:2. Po tym turnieju awansowała na szóste, najwyższe w karierze miejsce w rankingu WTA. W kolejnym turnieju, w Acura Classic w San Diego, dotarła do półfinału, gdzie uległa Marii Szarapowej. Na US Open 2007 dotarła do półfinału, przegrywając w nim ze Swietłaną Kuzniecową 6:3, 1:6, 1:6. Po tym występie awansowała na piąte miejsce w rankingu WTA, najwyższe w karierze.

### 2008
Dotarła do 3 rundy wielkoszlemowego Australian Open 2008, gdzie przegrała w trzech setach z Mariją Kirilenko. Następnie wygrała turniej Open Gaz de France 2008 w Paryżu pokonując w trzech setach Węgierkę Ágnes Szávay. Było to jej siódme turniejowe zwycięstwo.
W kolejnych dwóch startach w Antwerpii i Dosze odniosła porażki w pierwszych swoich meczach przegrywając odpowiednio z Sofią Arvidsson i Li Na. W Dubaju doszła do ćwierćfinału, po drodze pokonując Agnieszkę Radwańską i Dinarę Safinę. W meczu o półfinał po przegraniu pierwszego seta 6:1 z Jeleną Janković zeszła z kortu. Po nieobecności w Indian Wells wystartowała w Miami, gdzie odpadła już w trzeciej rundzie ulegając, grającej z dziką kartą, Sabine Lisicki.
W amerykańskich turniejach rozgrywanych na zielonej mączce doszła do trzeciej rundy w Amelia Island, przegrywając z Dominiką Cibulkovą i przegrała już w drugiej rundzie, po pierwszej wolnej, w Charleston, ulegając Soranie Cîrstei.
Sezon na mączce europejskiej zaczęła od przegranej z Wiktoryją Azaranką w drugiej rundzie turnieju Qatar Telecom German Open w Berlinie. W Rzymie natomiast doszła do półfinału pokonując po drodze Ukrainkę Katerynę Bondarenko, Agnieszkę Radwańską i Cwetanę Pironkową. Uległa młodej Francuzce Alizé Cornet 6:3, 4:6, 3:6. Na Roland Garros doszła zaledwie do drugiej rundy, gdzie przegrała z Kaią Kanepi 4:6, 6:7(2).
Później wzięła udział w turnieju Ordina Open. Została rozstawiona z numerem 2. Dotarła do ćwierćfinału, gdzie uległa Alonie Bondarenko 2:6, 6:3, 2:6. Na kortach Wimbledonu rozegrała cztery mecze, przegrała walkę o ćwierćfinał z Czeszką Nicole Vaidišovą 6:4, 6:7(0), 3:6.
Sezon na kortach twardych rozpoczęła od turnieju w Stanford, gdzie była rozstawiona z dwójką. W pierwszej rundzie miała wolny los, w drugiej pokonała Szachar Pe’er 6:3, 6:4, jednakże w ćwierćfinale nie sprostała Francuzce Marion Bartoli i przegrała 3:6, 4:6. Na turnieju w Los Angeles dotarła do trzeciej rundy, gdzie uległa Sybille Bammer 4:6, 7:5, 2:6. Wcześniej pokonała Martę Domachowską 6:1, 6:1. W Montrealu osiągnęła taki sam rezultat, ponownie ulegając Bartoli 6:4, 5:7, 6:7(4). Najlepszy rezultat na kortach twardych osiągnęła w New Haven, gdzie, jako rozstawiona z numerem pierwszym, dotarła do finału, w którym uległa nierozstawionej Dunce Caroline Wozniacki 6:3, 4:6, 1:6. Był to pierwszy przegrany finał turnieju WTA Rosjanki.
Na US Open odpadła niespodziewanie w pierwszej rundzie po porażce z Jekatieriną Makarową 6:1, 2:6, 3:6.

### 2010
Sezon 2010, a wcześniej także 2009, był czasem coraz liczniejszych porażek w początkowych fazach turniejów oraz spadku w rankingu WTA. Nie przebrnęła przez kwalifikacje w Warszawie pokonana w trzeciej rundzie przez Bojanę Jovanovski. Kilka tygodni później wypadła z pierwszej setki najwyżej sklasyfikowanych tenisistek. Przez pewien czas była nawet 112. Potem odnotowała kilka lepszych występów (m.in. trzecia runda w Birmingham, druga runda na (Wimbledonie).
Jej największym sukcesem w roku 2010 był występ w Portorožu na kortach twardych podczas WTA Slovenia Open. Rosjanka pokonała swoją rodaczkę Jekatierinę Makarową z wynikiem 6:4 6:1. W drugiej rundzie wygrała z turniejową czwórką Sarą Errani i w ćwierćfinale z rozstawioną z numerem szóstym Wierą Duszewiną w trzysetowym meczu (2:6, 6:3, 7:5). Tym samym, zajmując wówczas 103. miejsce, zwyciężyła z zawodniczkami numer 67 (Makarowa), 37 (Errani) i 53 (Dushevina) w rankingu WTA.
Najbardziej nieoczekiwany przebieg miał jednak mecz półfinałowy Slovenia Open 2010. Czakwetadze zmierzyła się wówczas z reprezentującą gospodarzy Poloną Hercog. Słoweńska tenisistka, ulokowana na 55. miejsce na świecie, była turniejową siódemką. Kiedy w pierwszym secie Rosjanka przegrywała 0:6, a w drugim przy stanie 0:1 broniła dwóch break pointów, nie spodziewano się, że Anna nawiąże jeszcze ze Słowenką równorzędną walkę. Tymczasem Czakwetadze wygrała drugiego seta 6:2, a w trzecim pokonała Polonę z takim samym wynikiem zapewniając sobie awans do dziewiątego finału turnieju WTA w karierze, w którym jej przeciwniczką była Szwedka Johanna Larsson. Mecz był jednostronny, na korzyść Czakwetadze – po godzinie gry wygrała swój ósmy turniej wynikiem 6:1, 6:2. Ów sukces zapewnił Rosjance awans w rankingu o 29 miejsc (z 103 na 74).

### 2011
W sezonie 2011 wystąpiła w ośmiu turniejach. W pięciu z nich przegrywała w pierwszych rundach. Zaczęła od porażek w 1. rundach w Brisbane i Hobart. W Australian Open doszła do 2. rundy pokonując wcześniej Białorusinkę Olgę Goworcową 6:3, 6:4. Później uległa Czeszce Petrze Kvitovej 3:6, 4:6. W turniejach w Dubaju i Indian Wells dochodziła do drugiej rundy. Pokonała w nich m.in. Danielę Hantuchovą i Misaki Doi. W Stuttgarcie przegrała w 1 rundzie, podobnie jak w turnieju w ’s-Hertogenbosch. Także w pierwszej rundzie odpadła na kortach Wimbledonu. Przegrała tam z późniejszą finalistką turnieju – Mariją Szarapową 2:6, 1:6. Był to jej ostatni turniej w 2011 roku. Później nękały ją kontuzje.

### 2012
Sezon 2012 rozpoczęła od ćwierćfinału turnieju w Hobart. Pokonała w nim takie zawodniczki, jak Rumunkę Monicę Niculescu, Bułgarkę Cwetanę Pironkową oraz Izraelkę Szachar Pe’er. Rosjanka w czasie trwania turnieju zajmowała 234. pozycję w rankingu WTA. Po zakończeniu turnieju awansowała na 196. miejsce.
Na kortach Australian Open przegrała w 1. rundzie, z wynikiem 2:6, 1:6, z Australijką Jeleną Dokić.
W turnieju w Taszkencie osiągnęła finał gry podwójnej w parze z Wiesną Dołonc.

## Historia występów wielkoszlemowych

### Występy w grze pojedynczej
| Turniej         | 2004 | 2005 | 2006 | 2007 | 2008 | 2009 | 2010 | 2011 | 2012 |
| --------------- | ---- | ---- | ---- | ---- | ---- | ---- | ---- | ---- | ---- |
| Australian Open | A    | 2R   | 2R   | QF   | 3R   | 2R   | 1R   | 2R   | 1R   |
| French Open     | A    | 3R   | 2R   | QF   | 2R   | 1R   | 1R   | A    | A    |
| Wimbledon       | A    | 1R   | 3R   | 3R   | 4R   | 1R   | 2R   | 1R   | A    |
| US Open         | 3R   | 3R   | 4R   | SF   | 1R   | 2R   | 1R   | A    | A    |

### Występy w grze podwójnej
| Turniej         | 2005 | 2006 | 2007 | 2008 | 2009 | 2010 | 2011 |
| --------------- | ---- | ---- | ---- | ---- | ---- | ---- | ---- |
| Australian Open | A    | 1R   | 1R   | 1R   | 1R   | 1R   | 1R   |
| French Open     | 2R   | QF   | 1R   | A    | 1R   | A    | A    |
| Wimbledon       | 1R   | 1R   | 2R   | A    | 2R   | 1R   | 1R   |
| US Open         | 1R   | 3R   | 1R   | A    | 1R   | A    | A    |

### Występy w grze mieszanej
| Turniej         | 2005 | 2006 | 2007 | 2008 | 2009 |
| --------------- | ---- | ---- | ---- | ---- | ---- |
| Australian Open | A    | 1R   | A    | A    | A    |
| French Open     | A    | 1R   | A    | A    | A    |
| Wimbledon       | 2R   | 1R   | A    | A    | 1R   |
| US Open         | A    | A    | A    | 1R   | A    |

## Finały turniejów WTA
| Legenda                     | Legenda |
| --------------------------- | ------- |
| Wielki Szlem                |         |
| Igrzyska olimpijskie        |         |
| WTA Tour Championships      |         |
| 1988 – 2008                 |         |
| Kategoria I                 |         |
| Kategoria II                |         |
| Kategoria III               |         |
| Kategoria IV                |         |
| Kategoria V                 |         |
| 2009 – 2020                 |         |
| WTA Premier Mandatory       |         |
| WTA Premier 5               |         |
| WTA Premier                 |         |
| WTA International Series    |         |
| WTA 125K series (2012–2020) |         |

### Gra pojedyncza 9 (8–1)
| Końcowy wynik | Nr | Data                 | Turniej          | Nawierzchnia    | Przeciwniczka           | Wynik finału     |
| ------------- | -- | -------------------- | ---------------- | --------------- | ----------------------- | ---------------- |
| Zwyciężczyni  | 1. | 25 września 2006     | Kanton           | Twarda          | Anabel Medina Garrigues | 6:1, 6:4         |
| Zwyciężczyni  | 2. | 15 października 2006 | Moskwa           | Dywanowa (hala) | Nadieżda Pietrowa       | 6:4, 6:4         |
| Zwyciężczyni  | 3. | 12 stycznia 2007     | Hobart           | Twarda          | Wasilisa Bardina        | 6:3, 7:6(3)      |
| Zwyciężczyni  | 4. | 17 czerwca 2007      | ’s-Hertogenbosch | Trawiasta       | Jelena Janković         | 7:6(2), 3:6, 6:3 |
| Zwyciężczyni  | 5. | 22 lipca 2007        | Cincinnati       | Twarda          | Akiko Morigami          | 6:1, 6:3         |
| Zwyciężczyni  | 6. | 29 lipca 2007        | Stanford         | Twarda          | Sania Mirza             | 6:3, 6:2         |
| Zwyciężczyni  | 7. | 10 lutego 2008       | Paryż            | Twarda (hala)   | Ágnes Szávay            | 6:3, 2:6, 6:2    |
| Finalistka    | 1. | 23 sierpnia 2008     | New Haven        | Twarda          | Caroline Wozniacki      | 6:3, 4:6, 1:6    |
| Zwyciężczyni  | 8. | 25 lipca 2010        | Portorož         | Twarda          | Johanna Larsson         | 6:1, 6:2         |

### Gra podwójna 6 (0–6)
| Końcowy wynik | Nr | Data             | Turniej   | Nawierzchnia | Partnerka          | Przeciwniczki                         | Wynik finału   |
| ------------- | -- | ---------------- | --------- | ------------ | ------------------ | ------------------------------------- | -------------- |
| Finalistka    | 1. | 24 września 2006 | Pekin     | Twarda       | Jelena Wiesnina    | Virginia Ruano Pascual Paola Suárez   | 2:6, 4:6       |
| Finalistka    | 2. | 29 lipca 2007    | Stanford  | Twarda       | Wiktoryja Azaranka | Sania Mirza Szachar Pe’er             | 4:6, 6:7(5)    |
| Finalistka    | 3. | 5 sierpnia 2007  | San Diego | Twarda       | Wiktoryja Azaranka | Cara Black Liezel Huber               | 5:7, 4:6       |
| Finalistka    | 4. | 14 lutego 2010   | Pattaya   | Twarda       | Ksienija Pierwak   | Marina Erakovic Tamarine Tanasugarn   | 5:7, 1:6       |
| Finalistka    | 5. | 24 lipca 2010    | Portorož  | Twarda       | Marina Erakovic    | Marija Kondratjewa Vladimíra Uhlířová | 4:6, 6:2, 7–10 |
| Finalistka    | 6. | 15 września 2012 | Taszkent  | Twarda       | Wiesna Dołonc      | Paula Kania Palina Piechawa           | 2:6, krecz     |

## Finały juniorskich turniejów wielkoszlemowych

### Gra pojedyncza (1)
| Końcowy wynik | Rok  | Turniej   | Nawierzchnia | Przeciwniczka    | Wynik finału  |
| Finalistka    | 2003 | Wimbledon | Trawiasta    | Kirsten Flipkens | 4:6, 6:3, 3:6 |